# Enkefru Plums Støttefond
Enkefru Plums Støttefond blev grundlagt efter Lise Plums død i 1993. Lise Plum var datter af den velhavende entrepenør H.J. Henriksen som grundlagde H+H Beton. Datteren Camilla Plum ønskede ikke at arve og frasagde sig som 18-årig sin del af tvangsarven af formuen på cirka 300 millioner kr. Pengene gik i stedet til familiens fonde.
Sammen med sin mand, Niels Munk Plum, stiftede Lise Plum omkring 1981 Plum-fonden. Fonden blev siden omdøbt til Fredsfonden. Parret oprettede ligeledes Gamle Rosas fond for børn og unge og Plums Økologifond. Fredsfonden og Plums Økologifond er i 2013 lagt sammen til Plums Fond for Fred, Økologi og Bæredygtighed. Mens
Enkefru Plums støttefond ikke kunne søges, kan de andre fonde søges om støtte til formål vedrørende fred, menneskerettigheder, demokrati, økologi og bæredygtighed. Fredsfonden uddeler også en fredspris, som bl.a. er gået til Mordechai Vanunu (en) og Anna Politkovskaja. Fondene betragtes som den største samling af midler knyttet til den danske venstrefløj. Der findes også en familiefond, hvis formål er at støtte efterkommere af Lise og Niels Munk Plum.
Selve Enkefru Plums Støttefond begærede konkurs i maj 2010. Fra 2009 skrev pressen, at pengene var væk og angivelig brugt til fondens advokat Christian Harlang og bestyrelsesmedlemmernes egne projekter, og fordi fonden undlod at sælge store aktieposter på det rette tidspunkt. Fonden lukkede i januar 2010 med et underskud på 25 millioner.